# Antz
Antz ist ein computeranimierter Trickfilm. Er war neben Toy Story einer der ersten Filme dieser Art. Mit diesem Film stieg Dreamworks in die Produktion computeranimierter Filme ein und machte in der Folge der mit Disney kooperierenden Firma Pixar auf diesem Gebiet Konkurrenz. Die deutsche Synchronisation übernahm die Interopa Film in Berlin. Lutz Riedel führte die Dialogregie und schrieb auch das Dialogbuch.
| Figur            | Originalsprecher   | Deutscher Sprecher |
| ---------------- | ------------------ | ------------------ |
| Z                | Woody Allen        | Wolfgang Draeger   |
| Weaver           | Sylvester Stallone | Thomas Danneberg   |
| Prinzessin Bala  | Sharon Stone       | Martina Treger     |
| Königin          | Anne Bancroft      | Inken Sommer       |
| General Mandibel | Gene Hackman       | Klaus Sonnenschein |
| Colonel Cutter   | Christopher Walken | Lutz Riedel        |
| Barbatus         | Danny Glover       | Jürgen Kluckert    |
| Chip             | Dan Aykroyd        | Norbert Gescher    |
| Muffy            | Jane Curtin        | Evelyn Gressmann   |
| Azteca           | Jennifer Lopez     | Carola Ewert       |

## Handlung
Z ist eine neurotische Arbeiterameise, die mit ihrem Leben im Ameisenstaat unzufrieden ist. Eines Abends lernt er Prinzessin Bala in einer Bar kennen und verliebt sich auf der Stelle in sie. Deshalb tauscht er mit seinem Freund, dem Soldaten Weaver, den Platz, da die Prinzessin den Soldaten an diesem Tag ihre besten Wünsche mit auf den Weg gibt. Dass dieser Weg geradewegs in die Schlacht führt, empfindet Z als ein ungeheures Missverständnis, doch er wird von den anderen Soldaten mit in den Kampf gezogen. Es geht um einen Präventivschlag gegen die Termiten, der jedoch mit einem Debakel endet. Z kehrt als einziger Überlebender zurück und wird von der Königin als Kriegsheld persönlich empfangen. Dabei stellt sich heraus, dass er eigentlich nur ein Arbeiter ist und niemals auf dem Schlachtfeld hätte sein dürfen. In seiner letzten Not packt Z die Prinzessin als Geisel und verlässt die königliche Residenz zusammen mit Bala etwas unglimpflich durch den Müllschlucker.
Z versucht zum sagenumwobenen Insektopia zu gelangen, einem Ort, wo Insekten glücklich und frei leben können, wobei sich ihm Bala nach einigen Vorbehalten letztendlich anschließt. Gleichzeitig versucht General Mandibel, ein Anhänger des totalitären Systems, den arbeitenden Pöbel zu vernichten, um mit einem von Grund auf „gereinigten“ Ameisenstaat neu zu beginnen. Da er dazu die Prinzessin benötigt, schickt er seinen Adjutanten Colonel Cutter los, um nach Z zu suchen.
Derweil erreichen Z und die Prinzessin eine überdimensionale Picknickdecke mit eingeschweißten Sandwiches und allerlei Fressalien. Gierig stürzt sich Z auf die Brote, doch er beißt sich nur die Zähne aus. Zwei hilfsbereite Wespen haben schließlich Mitleid mit den beiden und wollen etwas zu fressen besorgen, als in dem Moment eine Fliegenklatsche auf das Wespenweibchen niederschlägt. Herr Wespe ist am Boden zerstört, und auch Bala muss um ihr Leben fürchten: Sie hat sich in einem Kaugummi an der Fußsohle des Menschen verklebt und fliegt nun mit dem Schuh durch die Luft. Nur mit Mühe kann Z mit aufspringen und gelangt so, nachdem der Kaugummi mit einer Münze abgehobelt wurde, in das wahre Insektopia – einen überfüllten Mülleimer.
Während es sich Bala und Z dort gutgehen lassen, graben die Ameisen in der Kolonie ihrem Unglück entgegen: Die Eröffnung des „Megatunnels“ steht kurz bevor, doch dieser führt zu einem See, und beim endgültigen Durchbruch soll der Bau überflutet und alle „niederen“ Ameisen ertränkt werden. Inzwischen wird Bala von Cutter ausfindig gemacht und zurückgebracht. Auch Z gelangt nun zurück in die Kolonie und kann die Prinzessin befreien, doch es ist zu spät, um Mandibels Plan aufzuhalten: Der Durchbruch zum See ist erfolgt. Riesige Wassermassen stürzen auf die Ameisen zu, die sich ängstlich auf einer kleinen Erhebung drängen. Doch unter Zs und Balas Führung reißen sich die Ameisen zusammen und bauen einen lebenden Turm zur Erdoberfläche. Als Mandibel sieht, dass die sogenannten „schwachen Elemente“ – und Z im Besonderen – stärker sind, als er angenommen hatte, und sich sogar Cutter gegen ihn stellt, stürzt er sich auf seinen früheren Offizier, reißt dabei aber Z mit in den überfluteten Bau und kommt dabei um; Z hingegen wird von Cutter gerettet. Zusammen feiern die Ameisen das Überleben der Kolonie und Zs Heldentum.

## Rezeption
In den englischsprachigen Medien fand der Film ein weit überwiegend positives Echo. Basierend auf der Auswertung von 91 Rezensionen weist Rotten Tomatoes eine Positivquote von 92 Prozent aus.

„Das computeranimierte Meisterwerk ist der erste von zwei konkurrierenden Animationsfilmen aus dem Insekten-Mikrokosmos - ‚Das große Krabbeln‘, das Konkurr-‚Antz‘-Produkt aus dem Hause Disney startet im Februar 1999.[…] Neben dem technischen Aspekt sind es jedoch die Stimmen, die ‚Antz‘ so erwachsenenfreundlich machen. Im Original sprechen Hollywood-Ikonen wie Woody Allen (Z), Sharon Stone (Prinzessin Bala), Sylvester Stallone (Zs Kumpel Weaver), Gene Hackman (Mandible) und Christopher Walken (Cutter) die Ameisen – selten paßte jede einzelne Stimme so perfekt zur Physis ihrer Filmfigur. Wenn Z in der Eröffnungssequenz auf der Couch des Ameisen-Psychiaters liegt und stotternd über seine mißliche Lage lamentiert, könnten wir uns ebensogut in Woody Allens ‚Stadtneurotiker‘ befinden. Prinzessin Bala ist verführerisch und lasziv wie Sharon Stone, und Weaver ist wie sein Sprecher Stallone ein imposantes Muskelpaket mit Hängeauge. Einen Kontrast zur eigenwilligen Komik des Ameisen-Abenteuers stellt anfangs die – passend zum unterirdischen Dunkel der Kolonie – recht klaustrophobisch anmutende Atmosphäre dar. Doch spätestens wenn Bala und Z an die Erdoberfläche geschleudert werden und ihre unfreiwillige Odyssee antreten, schalten Story und Look des Films einen Gang höher, und ‚Antz‘ wird zu einem ‚joyride‘ erster Leinwand-Güte.“

„Eine neurotische Ameise muckt auf. Trickfilmabenteuer der ‚Shrek‘-Macher. Die Figuren haben Stars wie Sly Stallone oder Woody Allen zum Vorbild. […] Der intelligente Spaß ist eher was für Erwachsene. Die Bilder des leichenübersäten Schlachtfeldes könnten die Jüngsten verstören[.] Ameisen-Utopie mit Witz und Seele“

„Amüsanter Abenteuer-Trickfilm, der vollständig am Computer animiert wurde. Er bedient sich filmhistorischer Meisterwerke und glänzt vor allem in der Originalversion durch viele Anspielungen und ein großes Staraufgebot an Sprechern. Sein tricktechnischer Charme bleibt allerdings eher äußerlich.“

Der Film erhielt 1999 den ASCAP Film and Television Music Award, den BMI Film Music Award sowie den Golden Reel Award der Motion Picture Sound Editors.